# Pseudothemis nigrifrons
Pseudothemis nigrifrons är en trollsländeart som beskrevs av Matsumura 1898. Pseudothemis nigrifrons ingår i släktet Pseudothemis och familjen segeltrollsländor. Inga underarter finns listade i Catalogue of Life.